# زیردریایی یو-۸۶۱
زیردریایی یو-۸۶۱ (به انگلیسی: German submarine U-861) یک زیردریایی بود که طول آن ۸۷٫۶ متر (۲۸۷ فوت ۵ اینچ) و ارتفاع آن ۱۰٫۲ متر (۳۳ فوت ۶ اینچ) بود. این زیردریایی در سال ۱۹۴۳ ساخته شد.